# 法栄
法栄（ほうえい、生没年不詳）は、奈良時代の僧。禅師。

## 経歴
天平勝宝4年11月に優婆塞宗形部岡足を献上した。立性清潔で、病気をよく診、聖武天皇の信任を得たという。聖武天皇崩御後は人との交わりを絶ち、山陵を守って経を読み続けたという。